# MiG-13 (航空機)
 MiG-13 «N» (I-250)
МиГ-13 «Н» (И-250)
- 用途：戦闘機
- 設計者： ミコヤーン・グレーヴィチ設計局
- 製造者：
- 運用者： ソ連（ソ連海軍）
- 初飛行：1945年3月3日
- 生産数：16機
- 運用状況：退役

ハルシチョフニコス加速装置 (VRDK)

MiG-13(ミグ13；ロシア語:МиГ-13ミーク・トゥリナッツァッチ)又は«N»(«H»エヌ)は、ソ連のミコヤーン・グレーヴィチ設計局で開発された試作戦闘機。試作機完成前はI-250と呼称された。

## 概要
ドイツのメッサーシュミット Me262に対抗するために、ソ連が1942年から開発を進めてきたハルシチョフニコス加速装置(VRDK(ロシア語:Воздушно-Реактивный Двигатель Компрессорный))を搭載した混合動力戦闘機の開発をスホーイ設計局及びミコヤン設計局に提示し、ミコヤン設計局は1944年2月から開発を開始した。
試作機は1945年3月3日に初飛行したが同年7月5日に水平尾翼の損傷が原因で墜落し、垂直尾翼を改良して5月26日にロールアウトした試作2号機でテストは続行された。テストではレシプロのみでの最高速度が677km/hだったのに対し、VRDKを稼動させた場合速度が825km/hまで向上した。ただし10分しか稼動しなかった。この性能を評価した軍は50機の発注を決め、設計局は同年11月7日の航空パレードに間に合わせる為に製造を急ぎ、当日までに9機が完成していたが、悪天候のためにパレードは中止された。
しかし、ドイツが降伏してソ連にドイツのジェットエンジン技術が流入したため、それを基に開発したMiG-9やYak-15の登場により混合動力機の必要性自体が薄れ、合計16機が完成した所で生産が中止された。完成した機体はバルチック艦隊及び北方艦隊の海軍航空隊に配備されて1950年頃に退役したとされるが、作戦任務に就いたことはなかった。

## スペック
- 全長:8.18 m
- 全幅:9.50 m
- 全高:3.70 m
- 翼面積:15.00 m2
- 空虚重量:3,028 kg
- 最大離陸重量:3,931 kg
- 最大速度:825 km/h
- エンジン:
  - クリーモフ VK-107R 液冷V型12気筒 1,650 hp 1基
  - ハルシチョフニコス加速装置(VRDK) モータージェット 推力600 kg 1基
- 航続距離:1,818 km
- 実用上昇限度:11,900 m
- 上昇力:1,086 m/分
- 武装:ベレージン B-20 20mm機関砲 3門
- 乗員:1名